# James Stillman Rockefeller
James Stillman "Babe" Rockefeller (født 8. juni 1902 på Manhattan, New York, død 10. august 2004 Greenwich, Connecticut) var en amerikansk roer og olympisk guldvinder og senere højtstående bankmand.

## Rokarriere
Rockefeller roede for Bulldogs på Yale University. Otteren fra Yale Bulldogs repræsenterede USA ved OL 1924 i Paris med en besætning bestående af Rockefeller, Leonard Carpenter, Howard Kingsbury, Al Lindley, John Miller, Fred Sheffield, Benjamin Spock, Al Wilson og styrmand Laurence "Chick" Stoddard. Der deltog i alt ti både i konkurrencen, hvor amerikanerne sikkert vandt deres heat. I finalen var de ligeledes overlegne og vandt med mere end femten sekunder foran Canada på andenpladsen, mens Italien blev nummer tre.
Rockefeller var på et tidspunkt den olympiske guldvinder, der havde levet længst, idet han døde som 102-årig i 2004. Han blev dog overgået af vandpolospilleren Sándor Tarics, oprindeligt ungarer, senere amerikaner.

## Videre karriere
Han gik ind i bankverdenen efter sin eksamen på Yale og blev på et tidspunkt præsident for National City Bank (senere Citigroup) i New York. Han kom også til at sidde i en række bestyrelser for forskellige firmaer.

## Familie
James Rockefeller var en del af Rockefeller-familien som sønnesøn af William Rockefeller, Jr., en af grundlæggerne af Standard Oil (senere Esso og Exxon).

## OL-medaljer
- 1924:  Guld i otter